# Omar Bertazzo
Omar Bertazzo (Este, 7 gennaio 1989) è un triatleta, ex ciclista su strada e pistard italiano.
Professionista nel ciclismo su strada con la Androni Giocattoli dal 2011 al 2014, su pista ha rappresentato la Nazionale in due edizioni dei campionati del mondo. Al termine della carriera ciclistica, avvenuta a fine 2014 per mancanza di proposte, si è dedicato al triathlon, arrivando a partecipare ai campionati del mondo Ironman 70.3 2016.
È fratello maggiore di Liam Bertazzo, anch'egli ciclista.

## Palmarès

### Strada
- 2007 (Juniores)

4ª tappa Trittico del Veneto (Orsago)
- 2009 (Dilettanti Elite/Under-23, Bottoli-Nordelettrica-Ramonda, due vittorie)

Trofeo Artigiani e Commercianti - Notturna Piombino Dese
5ª tappa, 2ª semitappa Vuelta a Tenerife (San Cristóbal de La Laguna > San Cristóbal de La Laguna)
- 2010 (Dilettanti Elite/Under-23, Trevigiani-Dynamon-Bottoli, quattro vittorie)

Coppa Ardigò
Memorial Benfenati
Gran Premio Comune di Castenedolo
Circuito del Pozzo
- 2013 (Androni Giocattoli-Venezuela, una vittoria)

8ª tappa Österreich-Rundfahrt (Podersdorf am See > Vienna)

#### Altri successi
- 2009 (Dilettanti Elite/Under-23, Bottoli-Nordelettrica-Ramonda)

2ª tappa Vuelta a Tenerife (San Cristóbal de La Laguna, cronosquadre)
- 2011 (Androni Giocattoli-C.I.P.I.)

Criterium OCBC Singapore
- 2013 (Androni Giocattoli-Venezuela)

Classifica a punti Vuelta a Venezuela

### Pista
- 2011

Campionati italiani, Inseguimento a squadre (con Alessandro De Marchi, Giairo Ermeti e Filippo Fortin)

## Piazzamenti

### Classiche monumento
- Milano-Sanremo

2014: ritirato
- Giro delle Fiandre

2014: ritirato
- Giro di Lombardia

2011: ritirato

### Competizioni mondiali
- Campionati del mondo su pista

Apeldoorn 2011 - Inseguimento a squadre: 15º
Apeldoorn 2011 - Velocità: 50º
Apeldoorn 2011 - Corsa a punti: 13º
Melbourne 2012 - Velocità: 52º
Melbourne 2012 - Americana: 10º

### Competizioni europee
- Campionati europei

Pruszków 2008 - Inseguimento a squadre Under-23: 3°
San Pietroburgo 2010 - Corsa a punti Under-23: 3°
San Pietroburgo 2010 - Americana Under-23: 10°
San Pietroburgo 2010 - Omnium Under-23: 10°
Apeldoorn 2011 - Americana: 10°
Danimarca 2016 - Derny: 6°